# That's So Raven (nhạc phim)
That's So Raven (Tiếng Việt: Đó thật là Raven) là đĩa album nhạc phim đầu tay của bộ phim truyền hình dài tập được trình chiếu trên kênh Disney Channel cùng tên. Album bao gồm các ca khúc của các nghệ sĩ nổi tiếng và đồng thời được các diễn viên trong bộ phim trình bày, trong đó có Raven-Symoné khi trình bày nhạc mở đầu của bộ phim. Album "mở hàng" với vị trí 44 trên bảng xếp hạng Billboard 200 và được tổ chức RIAA chứng nhận đĩa Vàng với 500,000 bản được bán ra.

## Đánh giá chuyên môn
| Đánh giá chuyên môn | Đánh giá chuyên môn |
| Nguồn đánh giá      | Nguồn đánh giá      |
| Nguồn               | Đánh giá            |
| ------------------- | ------------------- |
| Allmusic            | [ 3 ]               |
| ParentCenter        | (Không phân định)   |

ParentCenter Family Entertainment Guide cho rằng album này rất "vui vẻ" và "khó có thể bỏ qua". Còn Allmusic thì cho album nhạc phim này 3/5 sao.

## Danh sách ca khúc
1. "Supernatural" ("Siêu-giản đơn")- Raven-Symoné (Matthew Gerrard, Michelle Lewis) – 2:57
2. "Shine" ("Tỏa sáng") - Raven-Symoné (Ray Cham, Charlene Licera) – 3:06
3. "Beautiful Soul" ("Tâm hồn tươi đẹp") - Jesse McCartney(Andy Dodd, Adam Watts) – 3:54
4. "Got to Be Real" ("Phải trở thành thật") - Cheryl Lynn (David Foster, Cheryl Lynn, David Paich) – 3:48
5. "(There's Gotta Be) More to Life" ("(Phải có) Nhiều hơn trong cuộc sống") - Stacie Orrico (Sabelle Breer, Kevin Kadish, Harvey Mason Jr., Damon Thomas, Lucy Woodward) – 3:21
6. "We Are Family" ("Ta là Gia đình") - Jump5 (Bernard Edwards, Nile Rodgers) – 3:39
7. "Superstar" ("Siêu sao") - Jamelia (Joe Belmaati, Michael Hansen, Marchell Remeeus) – 3:34
8. "I'm Every Woman" ("Tôi như bao phụ nữ khác") - Chaka Khan (Nickolas Ashford, Valerie Simpson) – 4:07
9. "Future Is Clear" ("Tương lai quá rõ ràng") - Jeannie Ortega (Jimmy Harry, Elliot Lurie) – 2:59
10. "That's So Raven (Theme Song)" ("That's So Raven (Mở đầu)") - Raven-Symoné, Anneliese van der Pol và Orlando Brown (John Coda) – 0:50
11. "Supernatural (Bản phối của Crystal Ball)" - Raven-Symoné (Matthew Gerrard, Michelle Lewis) – 5:21

## Bảng xếp hạng
| Bảng xếp hạng                         | Vị trí |
| ------------------------------------- | ------ |
| Canadian Albums Chart                 | 18     |
| U.S. Billboard 200                    | 44     |
| U.S. Billboard Top Kid Audio          | 1 (3x) |
| U.S. Billboard Top R&B/Hip-Hop Albums | 54     |
| U.S. Billboard Top Soundtracks        | 2      |

## BảnDisney Karaoke Series
Disney Karaoke Series: That's So Raven (Tiếng Việt: Sê-ri Album Karaoke của Disney: That's So Raven) là album karaoke bao gồm những ca khúc từ bộ phim truyền hình dài tập của kênh Disney Channel - That's So Raven.

### Danh sách ca khúc
Nhạc không lời
1. "Supernatural" ("Siêu-giản đơn")
2. "Shine" ("Tỏa sáng")
3. "We Are Family" ("Ta là Gia đình")
4. "Ultimate" ("Căn bản")
5. "(There's Gotta Be) More to Life" ("(Phải có) Nhiều hơn trong cuộc sống")
6. "Jungle Boogie" ("Điệu nhảy Rừng xanh")
7. "You Gotta Be" ("Bạn phải trở thành")
8. "That's So Raven (Theme Song)" ("That's So Raven (Mở đầu)")

Bản gốc
1. "Supernatural"
2. "Shine"
3. "We Are Family"
4. "Ultimate"
5. "(There's Gotta Be) More to Life"
6. "Jungle Boogie"
7. "You Gotta Be"
8. "That's So Raven (Theme Song)"